# Раджшахи
Раджша́хи (бенг. রাজশাহী) — один из крупнейших городов Бангладеш. Площадь — 96,68 км².

## География
Расположен в области Раджшахи на северо-западе Бангладеш, возле государственной границы с Индией. Город стоит на берегу реки Ганг.

## История
Исторически Раджшахи был частью региона Пундра в древней Бенгалии. Столица Виджая Сены, правителя, который воевал на Шри-Ланке и в Юго-Восточной Азии, была расположена в 14 км от Раджшахи. В Средние века регион был известен под названием Рампур Боалиа (Rampur Boalia). Происхождение современного названия «Раджшахи» является предметом спора между учёными. Большинство склоняются к тому, что оно происходит от индийского названия королей и заминдаров — «радж», и от персидского — «шах»; оба слова обозначают «королевство» или «царство».
В XVIII веке на месте современного города существовала торговая фактория Голландской Ост-Индской компании, занимавшаяся торговлей шёлком. В 1798 году колония перешла во владение Английской Ост-Индской компании, которая в 1825 году основала здесь административный центр Восточной Бенгалии и Ассама. Сильно пострадал во время Ассамского землетрясения 12 июня 1897 года.В период с 1858 по 1947 год он входил в состав Британской Индии, затем независимой Индии, с 1971 года в составе Бангладеш. В 1876 году приобрел статус города, однако был объявлен центром муниципалитета. Несколько раз на протяжении XX века изменял свой статус. 13 августа 1987 года получил полную автономию в рамках муниципалитета. Решением городского совета от 11 сентября 1988 года получил статус свободного города. Лишь в 1991 году это решение было признано руководством муниципалитета.

## Население
- 10 тысяч жителей (1876)[2]
- 76 тыс. жителей (1969)[3]
- 700,2 тыс. жителей (2005)
- 775 495 человек (оценочно на 2008), плотность населения — 4,890 чел./км².[4]

По переписи 1991 года 93,46 % населения — мусульмане, 5,51 % — индусы, 0,62 % — христиане, 0,02 — буддисты, 0,39 % — представители других религий.

## Культура и образование
Университет основан в 1953. В городе много колледжей, большинство из которых открыты в 1880-х годах
- Университет Раджшахи
- Раджшахийский инженерно-технологический университет
- Раджшахийский политехнический институт
- Колледж Раджшахи
- Медицинский колледж Раджшахи
- Новый колледж правительственной степени в Раджшахи
- Раджшахийский правительственный городской колледж
- Раджшахийский правительственный женский колледж
- Педагогический колледж

## Экономика
В регионе 77 000 гектаров пахотных земель заняты полями сахарного тростника, который частично перерабатывается на сахарном завод Раджшахи (Rajshahi Sugar Mills Limited).
Со времен британской колонизации Раджшахи известен своими шелковыми тканями, джутовыми фабриками и стекольными заводами. 
Rajshahi Krishi Unnayan Bank (англ.) — банк со штаб-квартирой в Раджшахи, работает в сфере предоставления финансовых услуг для сельского хозяйства в Раджшахи и Рангпуре.

## Климат
Влажный тропический.
| Показатель                    | Янв. | Фев. | Март | Апр. | Май  | Июнь | Июль | Авг. | Сен. | Окт. | Нояб. | Дек. |
| ----------------------------- | ---- | ---- | ---- | ---- | ---- | ---- | ---- | ---- | ---- | ---- | ----- | ---- |
| Абсолютный максимум, °C       | 30,0 | 35,4 | 40,3 | 45,1 | 44,8 | 43,6 | 39,7 | 35,5 | 39,2 | 35,3 | 34,3  | 30,3 |
| Средний суточный максимум, °C | 25,4 | 28,0 | 33,5 | 35,9 | 34,8 | 33,3 | 32,0 | 32,0 | 32,3 | 31,9 | 29,5  | 26,1 |
| Средняя температура, °C       | 18,5 | 20,6 | 25,7 | 28,8 | 29,1 | 29,4 | 28,9 | 29,1 | 29,1 | 27,6 | 23,5  | 19,4 |
| Средний суточный минимум, °C  | 10,2 | 13,3 | 18,0 | 21,7 | 23,5 | 25,5 | 25,9 | 26,2 | 25,9 | 23,4 | 17,6  | 12,8 |
| Абсолютный минимум, °C        | 1,8  | 3,9  | 8,6  | 10,8 | 14,4 | 20,3 | 19,4 | 18,3 | 12,6 | 11,4 | 7,0   | 4,2  |
| Норма осадков, мм             | 13   | 15   | 27   | 39   | 129  | 272  | 301  | 261  | 234  | 112  | 14    | 2    |
| Средняя влажность, %          | 40   | 35   | 37   | 40   | 51   | 79   | 88   | 85   | 80   | 66   | 62    | 59   |

## Известные уроженцы
- Ритвик Гхатак, кинорежиссёр.
- Джадунатх Саркар, учёный-историк.